# Ascleropsis oudai
Ascleropsis oudai is een keversoort uit de familie schijnboktorren (Oedemeridae). De wetenschappelijke naam van de soort is voor het eerst geldig gepubliceerd in 1999 door Švihla.